# Reichenstraße 37 (Quedlinburg)

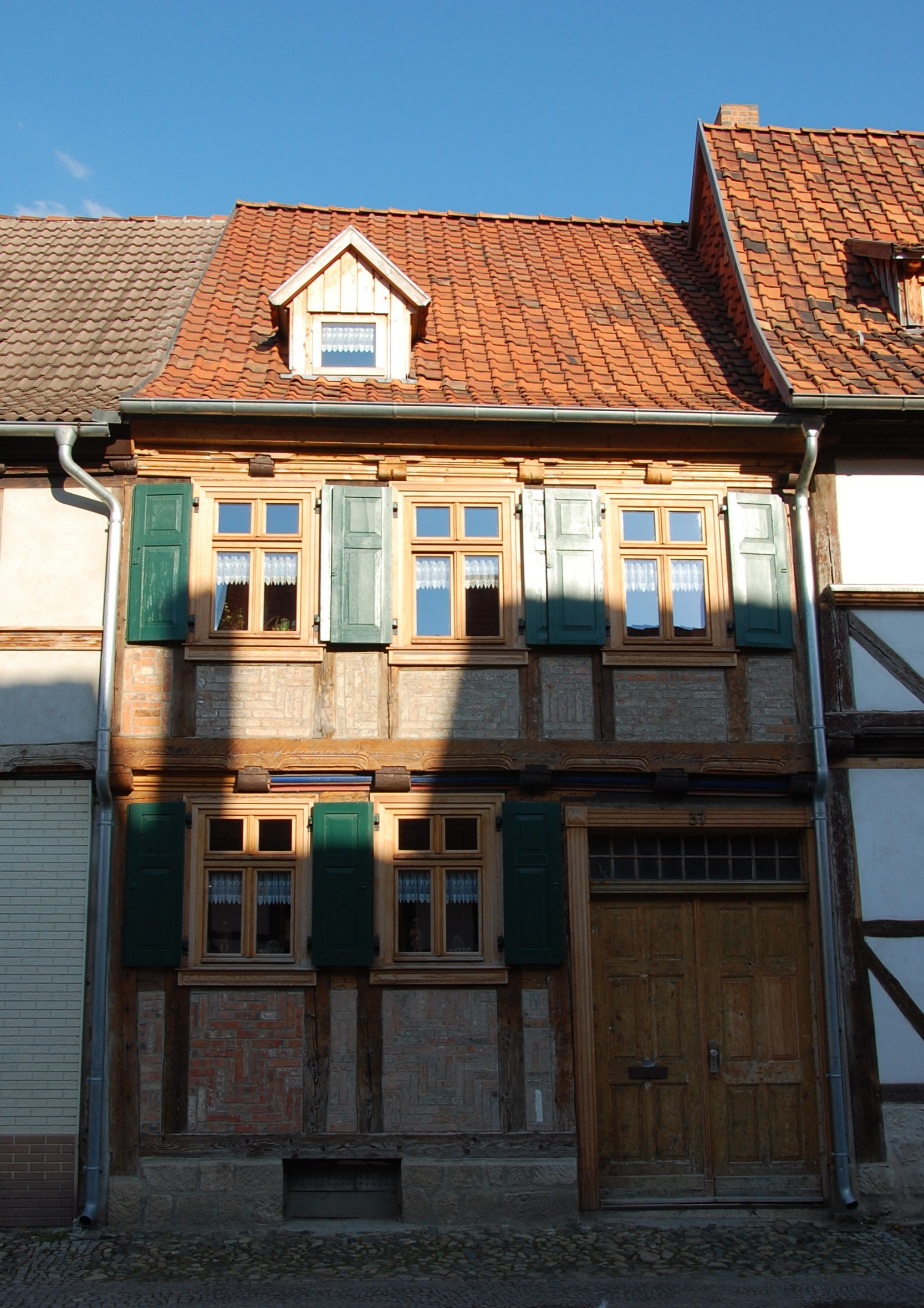
Haus Reichenstraße 37

Das Haus Reichenstraße 37 ist ein denkmalgeschütztes Gebäude in der Stadt Quedlinburg in Sachsen-Anhalt.

## Lage
Es befindet sich im nördlichen Teil der historischen Quedlinburger Neustadt und gehört zum UNESCO-Weltkulturerbe. Das Gebäude ist im Quedlinburger Denkmalverzeichnis als Wohnhaus eingetragen. Nördlich grenzt der gleichfalls denkmalgeschützte Martinshof, südlich das Reichenstraße 38 an.

## Architektur und Geschichte
Das zweigeschossige Fachwerkhaus entstand im Jahr 1660 und wurde für den Tuchmacher und vermutlichen Gildemeister Hans Linde den Jüngeren (1619–1693) errichtet, der hier sein Gewerbe betrieb. Der Bau wurde vom Zimmermeister Andreas Bock ausgeführt. Auf ihn verweist eine inschriftliche Benennung M.ANDREAS BOCK. Zeitgleich entstanden die benachbarten Bauten Reichenstraße 36 und 38. Das Gebäude umfasst sechs Dachgebinde und drei Fensterachsen. Als zierende Elemente finden sich stilisierte Schiffskehlen und ein eher spätes Auftreten von Kerbschnittmotive an den Balkenköpfen. Die Gefache sind mit Zierausmauerungen versehen. Die Verzierungen ähneln den am benachbarten Martinshof, dem ehemaligen Gildehaus der Neustädter Tuchmacher, eingesetzten.
Nach dem Tode Lindes gelangte das Haus an seinen Schwiegersohn Hans Kluge, einem Tuchmacher und Walkemüller aus Halberstadt. Die Tuchmacherei wurde aber im Haus nicht fortgeführt. Später richtete der Ratskämmerer Johann Andreas Morgenstern im Gebäude durch eine Stiftung eine Armenschule ein. Sie bestand bis 1790.
Ursprünglich war das Fachwerk in Form einer Ständerreihung erstellt, wurde dann jedoch im frühen 18. Jahrhundert in einen Ständerrhythmus umgebaut. Die Gestaltung der Schwellen blieb unverändert.
In der Zeit um 1840 wurden die Fenster sowie die seitlich angeordnete Tordurchfahrt erneuert.